# Karlsborg (Kalix)
Karlsborg è un'area urbana della Svezia situata nel comune di Kalix, contea di Norrbotten.
La popolazione rilevata nel censimento 2010 era di 351 abitanti .